# ستيف أوكي
ستيفن هيرويوكي «ستيف» أوكي (Steven Hiroyuki "Steve" Aoki)  دي جي ومنتج وموسيقي أمريكي مختص في موسيقى الهاوس الإلكترونية، من مواليد 30 نوفمبر 1977.لحن لعدد كبير من المغنين المعروفين أمثال «ويل.آي.أم» (بالإنجليزية: will.I am)‏ وليكن بارك وأفروجاك. رشح سنة 2013 لنيل جائزة الغرامي عن فئة أحسن ألبوم رقص/إلكتروني.